# シンシア・メモリー
『シンシア・メモリー』は、南沙織のベスト・アルバム。1977年11月1日発売。発売元はCBSソニー。

## 解説
- 2枚組『シンシアのハーモニー』（6月1日）、3枚組『シンシア・ラブ』（10月1日）に続く、1977年3作目ベストLP。『南沙織ヒット全曲集 -1975年版-』（1975.11.1）以来のシングル曲のみ収録された作品となる。
- アルバム単体作品としてはCD復刻化はされていないが、全楽曲は既に他アイテムでCD化済み。例えば、1998年11月21日リリースのベストアルバム『GOLDEN J-POP/THE BEST 南沙織』にすべて収録されている。

## 収録曲

### Side A
1. 17才
  - 作詞: 有馬三恵子、作曲・編曲: 筒美京平

第22回NHK紅白歌合戦 歌唱曲
2. ともだち
  - 作詞: 有馬三恵子、作曲・編曲: 筒美京平
3. 純潔
  - 作詞: 有馬三恵子、作曲・編曲: 筒美京平

第23回NHK紅白歌合戦 歌唱曲
4. 傷つく世代
  - 作詞: 有馬三恵子、作曲・編曲: 筒美京平
5. 色づく街
  - 作詞: 有馬三恵子、作曲・編曲: 筒美京平

第24回NHK紅白歌合戦 歌唱曲
6. ひとかけらの純情
  - 作詞: 有馬三恵子、作曲・編曲: 筒美京平
7. 夜霧の街
  - 作詞: 有馬三恵子、作曲・編曲: 筒美京平

### Side B
1. 街角のラブソング
  - 作詞・作曲: つのだひろ、編曲: 萩田光雄

第28回NHK紅白歌合戦 歌唱曲
2. 哀しい妖精
  - 作詞: 松本隆、作曲: Janis Ian、編曲: 萩田光雄
3. 青春に恥じないように
  - 作詞: 荒井由実、作曲: 川口真、編曲: 萩田光雄
4. 気がむけば電話して
  - 作詞: 中里綴、作曲: 田山雅充、編曲: 萩田光雄
5. ひとねむり
  - 作詞: 落合恵子、作曲: 筒美京平、編曲: 林哲司
6. 人恋しくて
  - 作詞: 中里綴、作曲: 田山雅充、編曲: 水谷公生

第26回NHK紅白歌合戦 歌唱曲
7. 想い出通り
  - 作詞: 有馬三恵子、作曲: 筒美京平、編曲: 萩田光雄

## 関連作品
- シングルセレクション・ベスト
  - 南沙織ヒット全曲集 -1975年版-
  - THE BEST / 南沙織 -1978年6月版-
  - THE BEST / 南沙織 -1979年6月版-
  - THE BEST / again 南沙織
  - 南沙織ベスト・コレクション
  - DREAM PRICE 1000 南沙織 17才
  - DREAM PRICE 1000 南沙織 色づく街
  - 南沙織 スーパー・ベスト
  - 南沙織 BEST OF BEST

## 関連人物
- 有馬三恵子
- 筒美京平